# Upiorna noc Halloween
Upiorna noc Halloween (tytuł oryg. Trick 'r Treat) – amerykański film grozy z 2007 roku, napisany i wyreżyserowany przez Michaela Dougherty’ego. W filmie w rolach głównych wystąpili Dylan Baker, Rochelle Aytes, Anna Paquin i Brian Cox. Na fabułę składa się kilka luźno ze sobą połączonych opowieści, których akcja toczy się podczas Halloweenu.

## Obsada
- Dylan Baker – Steven Wilkins
- Rochelle Aytes – Maria
- Anna Paquin – Laurie
- Brian Cox – pan Kreeg
- Quinn Lord – Sam/Peeping Tommy
- Lauren Lee Smith – Danielle
- Tahmoh Penikett – Henry
- Moneca Delain – Janet
- Brett Kelly – Charlie
- Britt McKillip – Macy
- Samm Todd – Rhonda
- Isabelle Deluce – Sara
- Jean-Luc Bilodeau – Schrader
- Leslie Bibb – Emma
- Patrick Gilmore – Bud, kamerzysta
- C. Ernst Harth – Olbrzymie Dziecko
- Christine Willes – pani Henderson
- Richard Harmon – dzieciak-wampir
- Connor Christopher Levins – Billy

## Nagrody i wyróżnienia
- 2008, Screamfest:
  - Nagroda Publiczności (wyróżniony: Michael Dougherty)[1]
- 2009, Toronto After Dark Film Festival:
  - Nagroda Publiczności w kategorii najlepszy film fabularny − 2. miejsce[1]
- 2010, Fangoria Chainsaw Awards:
  - nagroda Chainsaw w kategorii najlepszy film wąsko dystrybuowany lub wydany direct-to-video[1]
  - nagroda Chainsaw w kategorii najlepszy aktor drugoplanowy (Dylan Baker)[1]
- 2010, Young Artist Awards:
  - nominacja do Nagrody Młodych Artystów w kategorii najlepszy występ w filmie wydanym na rynku DVD (Connor Christopher Levins)[1]